# Абдул-Матин II, Яхья
Яхья Абдул-Матин II (англ. Yahya Abdul-Mateen II; род. 15 июля 1986, Новый Орлеан , Луизиана, CША) — американский актёр, наиболее известный по роли Кадиллака в сериале «Отжиг». Он также сыграл в фильмах 2017 года «Спасатели Малибу» и «Величайший шоумен», и исполнил роль Чёрной Манты в фильмах Расширенной вселенной DC «Аквамен» (2018) и «Аквамен и потерянное царство» (2023).

## Ранние годы
Абдул-Матин родился в Новом Орлеане, штат Луизиана, в семье отца-мусульманина, Яхьи Абдул-Матина I (урожд. Джон Форд), и матери-христианки, Мэри. Он провёл своё детство в проекте Магнолия в Новом Орлеане, а затем переехал в Окленд, штат Калифорния, где учился в средней школе Макклаймондс. В 2004 году поступил в колледж, где занимался бегом с барьерами в команде «Калифорния Голден Беарс». Окончил Калифорнийский университет в Беркли со специальностью архитектора, затем работал в качестве градостроителя в Сан-Франциско. Всегда хотел быть актёром, поэтому позже получил степень магистра изящных искусств в Йельской школе драмы и работал театральным актёром.

## Карьера
В 2016 году Абдул-Матин начал свою карьеру в музыкальном драматическом сериале База Лурмана «Отжиг», премьера которого состоялась на Netflix. Его персонаж, Кларенс «Кадиллак» Колдуэлл, является принцем мира диско. Его роль в сериале удостоилась похвалы.
В 2017 году Абдул-Матин появился в драматическом фильме Шона Кристенсена «Исчезновение Сидни Холла», где он сыграл Дуэйна. Премьера фильма состоялась на кинофестивале Сандэнс 2017 года.
Абдул-Матин сыграл полицейского Гарнера Эллерби в комедийном фильме Сета Гордона «Спасатели Малибу» вместе с Дуэйном Джонсоном и Заком Эфроном. Фильм вышел на экраны 25 мая 2017 года. Он сыграл умного акробата Уилера в мюзикле «Величайший шоумен» (2017), фильме про знаменитого американского шоумена Финеаса Тейлора Барнума. Его партнёрами стали Хью Джекман, Мишель Уильямс и Зак Эфрон.
Он также снялся в драме Шаны Фест «Границы» вместе с Верой Фармигой и Кристофером Пламмером. В январе 2017 года его взяли на роль суперзлодея из вселенной DC Comics Чёрной Манты в фильме «Аквамен», съёмки которого начались в Австралии в мае 2017 года. В 2018 году Абдул-Матин получил роль в фильме ужасов «Мы» режиссёра Джордана Пила, премьера которого состоялась 22 марта 2019 года. В этом же году было объявлено, что он получил роль в сериале HBO «Хранители».
В феврале 2019 года было подтверждено, что Абдул-Матин вёл переговоры, чтобы появиться в ремейке «Кэндимэна» от Джордана Пила в качестве основного персонажа. В марте 2019 года было объявлено, что Абдул-Матин получил роль в пятом сезоне научно-фантастического сериала-антологии «Чёрное зеркало». В октябре 2022 года было объявлено, что Абдул-Матин сыграет главную роль в сериале Кинематографической вселенной Marvel «Чудо-человек» на Disney+. В 2023 году повторил роль суперзлодея Чёрной Манты в фильме «Аквамен  и потерянное царство».

## Фильмография
| Год  | Название                     | Оригинальное название         | Роль                      | Примечания                       |
| ---- | ---------------------------- | ----------------------------- | ------------------------- | -------------------------------- |
| 2012 | Крещендо                     | Crescendo                     | Яхья                      | Короткометражка Также сопродюсер |
| 2017 | Исчезновение Сидни Холла     | The Vanishing of Sidney Hall  | Дуэйн Джонс               |                                  |
| 2017 | Спасатели Малибу             | Baywatch                      | сержант Гарнер Эллерби    |                                  |
| 2017 | Величайший шоумен            | The Greatest Showman          | Уилер                     |                                  |
| 2018 | Первый поединок              | First Match                   | Даррел                    |                                  |
| 2018 | Границы                      | Boundaries                    | Серж                      |                                  |
| 2018 | Аквамен                      | Aquaman                       | Дэвид Кейн / Чёрная Манта |                                  |
| 2019 | Мы                           | Us                            | Расселл Томас / Вейланд   |                                  |
| 2019 | Бабочки в животе             | Sweetness in the Belly        | Азиз                      |                                  |
| 2020 | Весь день и ночь             | All Day and a Night           | Big Stunna                |                                  |
| 2020 | Суд над чикагской семёркой   | The Trial of the Chicago 7    | Бобби Сил                 |                                  |
| 2021 | Кэндимен                     | Candyman                      | Энтони Маккой             |                                  |
| 2021 | Матрица: Воскрешение         | The Matrix Resurrections      | Морфеус / агент Смит      |                                  |
| 2022 | Скорая                       | Ambulance                     | Уильям Шарп               |                                  |
| 2023 | Аквамен и потерянное царство | Aquaman and the Lost Kingdom  | Дэвид Кейн / Чёрная Манта |                                  |
|      | By Any Means                 | By Any Means                  |                           |                                  |
|      | Приключения Клиффа Бута      | The Adventures of Cliff Booth |                           |                                  |

| Год       | Название         | Оригинальное название | Роль                                        | Примечания              |
| --------- | ---------------- | --------------------- | ------------------------------------------- | ----------------------- |
| 2016—2017 | Отжиг            | The Get Down          | Кларенс «Кадиллак» Колдуэлл                 | 11 эпизодов             |
| 2018      | Рассказ служанки | The Handmaid’s Tale   | Омар                                        | Эпизод: «Багаж»         |
| 2019      | Чёрное зеркало   | Black Mirror          | Карл                                        | Эпизод: «Бросок гадюки» |
| 2019      | Хранители        | Watchmen              | Кэл Абар / Джон Остерман / Доктор Манхэттен | Основной состав         |
| 2025      | Чудо-человек     | Wonder Man            | Саймон Уильямс / Чудо-человек               | Главная роль            |